# Max Del Buono
Max Del Buono, pseudonimo di Massimo Antonio Marzo (Tricase, 31 luglio 1969), è un conduttore radiofonico e disc-jockey italiano.
Conduttore radiofonico di RDS, deejay e presentatore in eventi musicali e culturali, insegnante di conduzione radiofonica.

## Biografia
Cresciuto a Presicce, inizia da giovane a lavorare come animatore nei locali del Salento diventando in breve tempo un affermato presentatore di eventi musicali e culturali. Si avvicina al mondo della radio nel 1991 debuttando nell'emittente locale Radio In e successivamente a Radio Apulia. Nel 1993 fa il salto nella regionale Radio Rama dove conduce il programma 10 - 13 Radiorama oggi. Nel 1995 avvia una lunga collaborazione con l'emittente di Gallipoli Radio Reporter, in qualità di conduttore e direttore artistico.
Nei primi anni 2000, parallelamente all'impegno artistico con Radio Reporter, vive diverse esperienze come speaker nelle emittenti regionali della Puglia Ciccio Riccio e Manbassa, e nel 2005 viene chiamato dal direttore artistico di Radionorba  Titta De Tommasi a condurre nella fascia serale della radio del sud, e subito dopo viene promosso ad autore e speaker ufficiale dell'emittente televisiva del gruppo, Telenorba. Nel 2006 conduce inoltre Battiti Live festival musicale itinerante nel sud Italia promosso dal Gruppo Norba.
Lascia la sua amata Lecce e si trasferisce a Roma nel 2013, quando Anna Pettinelli lo chiama a condurre nel network nazionale RDS.
Nel 2014 collabora con Radiospeaker.it  in qualità di docente dei corsi di conduzione radiofonica. 
Nel 2016 e nel 2017 partecipa al talent RDS Academy, "supportando" insieme ai suoi colleghi i concorrenti della trasmissione.
Tra il 2017 e il 2018 insegna Teorie e Tecniche della Conduzione Radiofonica presso l'Università degli Studi di Milano-Bicocca Area Speaker. 

Il 12 Agosto 2020 riceve il premio come “eccellenza” del territorio salentino, in occasione della serata di Gala “ViviSannicola”. 
Tra il 2021 e il 2022 crea nel suo paese natìo Presicce una web-radio/laboratorio Radiolol  per introdurre gli studenti del posto nel mondo della radio attraverso corsi di comunicazione. 
Nel 2023 insegna Teorie e Tecniche della Conduzione Radiofonica presso il Liceo Scientifico e Linguistico Statale "G.C. Vanini" di Casarano.
Attualmente è in onda nel weekend RDS dalle 5 alle 9 del mattino.

## Radio
- Radio Rama (1993-1995)
- Radio Reporter (1995-2007)
- Ciccio Riccio (2001)
- Radio Manbassa (2003-2004)
- Radionorba (2005-2012)
- RDS (dal 2013 ad oggi)

## Tv
- Telenorba (Autore e speaker ufficiale 2005 - 2013)
- Battiti Live (Telenorba, 2006)
- RDS Academy (Sky Uno - 2016, Real Time (rete televisiva) - 2017)

## Live
- Riobò, Malè, Ciak, Blubay, Bahia, Quartiere Latino, Gibò, Praja, Première (Dj e Vocalist dal 1992)